# Лазарево (Городецкий район)
Лазарево — деревня в Городецком районе Нижегородской области. Входит в состав Бриляковского сельсовета.